# Boulevard Saint-Marcel
Le boulevard Saint-Marcel est une voie des 5e et 13es arrondissement de Paris

## Situation et accès
Il est situé dans le quartier de la Salpêtrière et le quartier du Jardin-des-Plantes.
Le boulevard est accessible par la ligne 7 du métro à la station Les Gobelins et la ligne 5 à la station Saint-Marcel.

## Origine du nom
Son nom lui vient du faubourg Saint-Marcel que traverse le boulevard.
Le faubourg tire son nom de la collégiale Saint-Marcel, réputée pour avoir accueilli la sépulture de saint Marcel, ancien évêque de Paris, mort en 436. 

## Historique

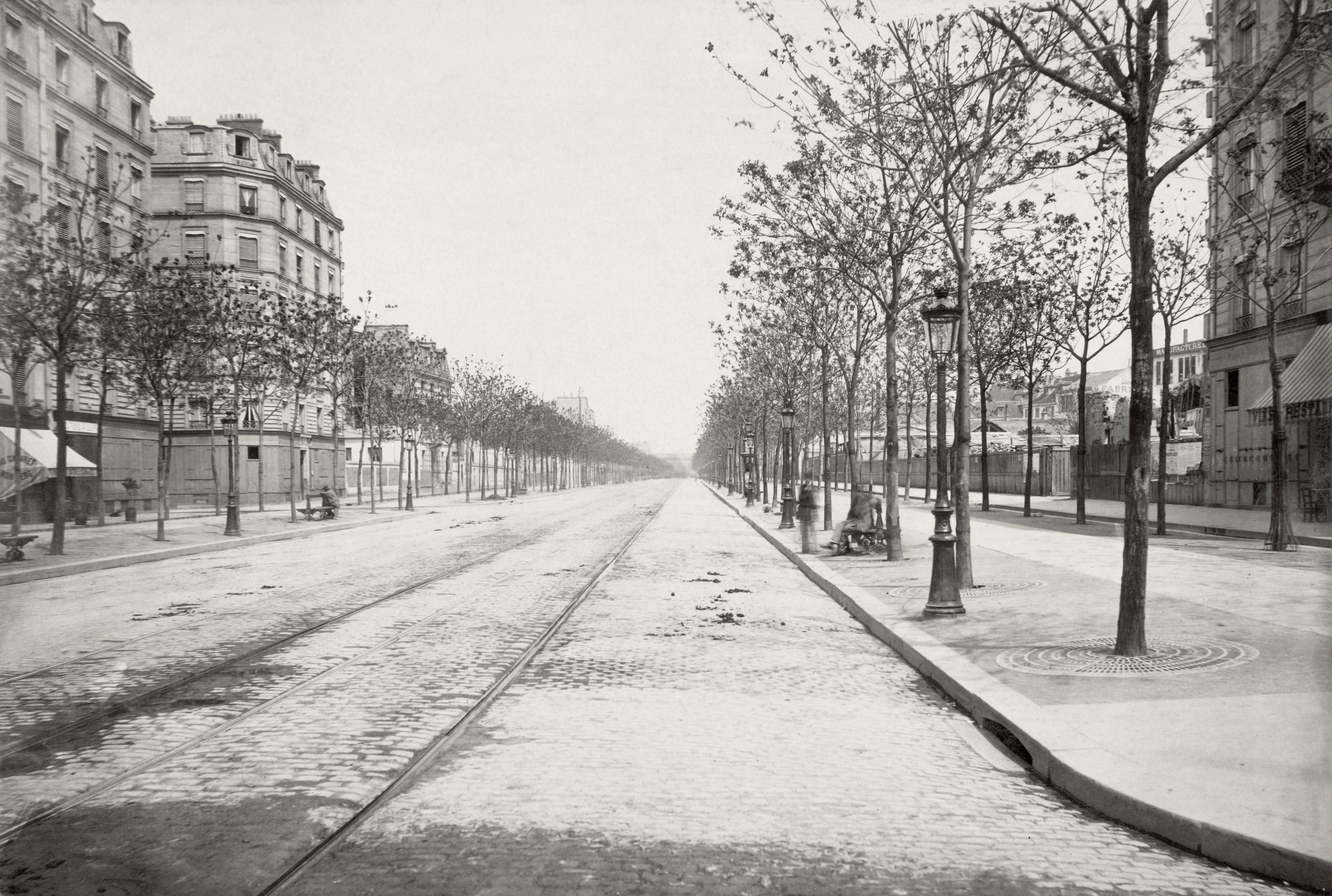
Le boulevard vers 1864-1870 (photographie probable de Charles Marville).

Le 17 octobre 1857, un décret déclare d'utilité publique la création d'un boulevard, dit de Saint-Marcel, dans la continuation du boulevard du Montparnasse jusqu'au boulevard de l'Hôpital. Le 19 août 1864, la partie située à l'est de l'intersection de la rue de Lourcine (actuelle rue Broca) et du boulevard Arago conserve son nom, alors que la partie à l'ouest devient le boulevard de Port-Royal.
L'église était située à l'angle sud que forment aujourd'hui le boulevard Saint-Marcel et l'avenue des Gobelins, en bordure de l'ancienne voie romaine. Cette collégiale a disparu en 1806. L'église reconstruite dans les années 1990 est désormais située boulevard de l'Hôpital et abrite un reliquaire contenant des restes du saint.
Le percement du boulevard dans les années 1860 entraîne le déplacement du marché aux chevaux.

## Bâtiments remarquables et lieux de mémoire
- À l'angle avec la rue René-Panhard se trouve l'Institut de paléontologie humaine, édifié en 1912 par l'architecte Emmanuel Pontremoli.
- Au no 66, emplacement du cimetière Sainte-Catherine de 1783 à 1824[7].
- Au no 81, à proximité du carrefour avec le boulevard des Gobelins, borne de la ville de Paris rappelant l'existence de la collégiale Saint-Marcel.
- À proximité se situait le cimetière de Clamart qui fut utilisé de 1673 à 1793.

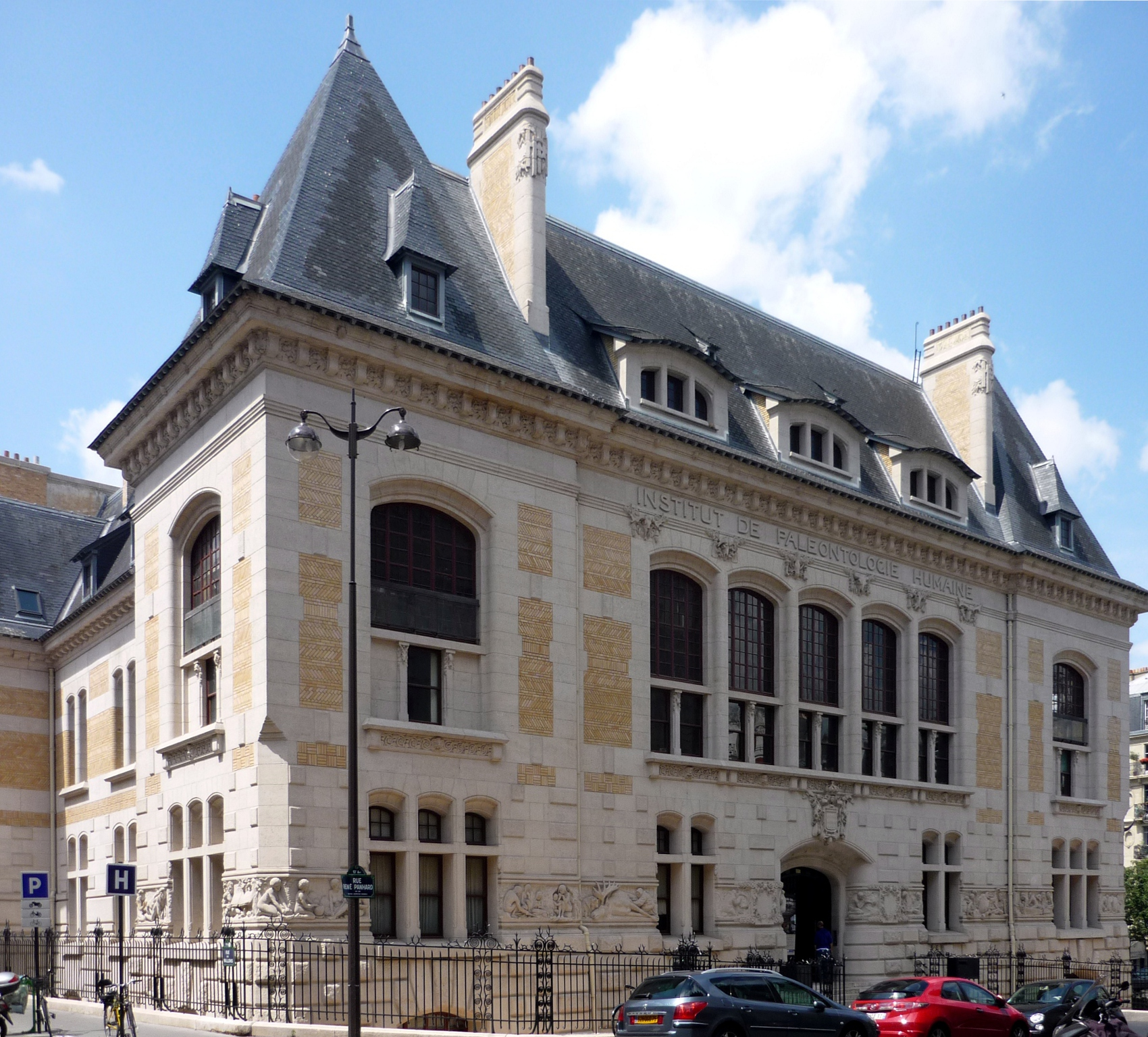
Institut de paléontologie humaine.
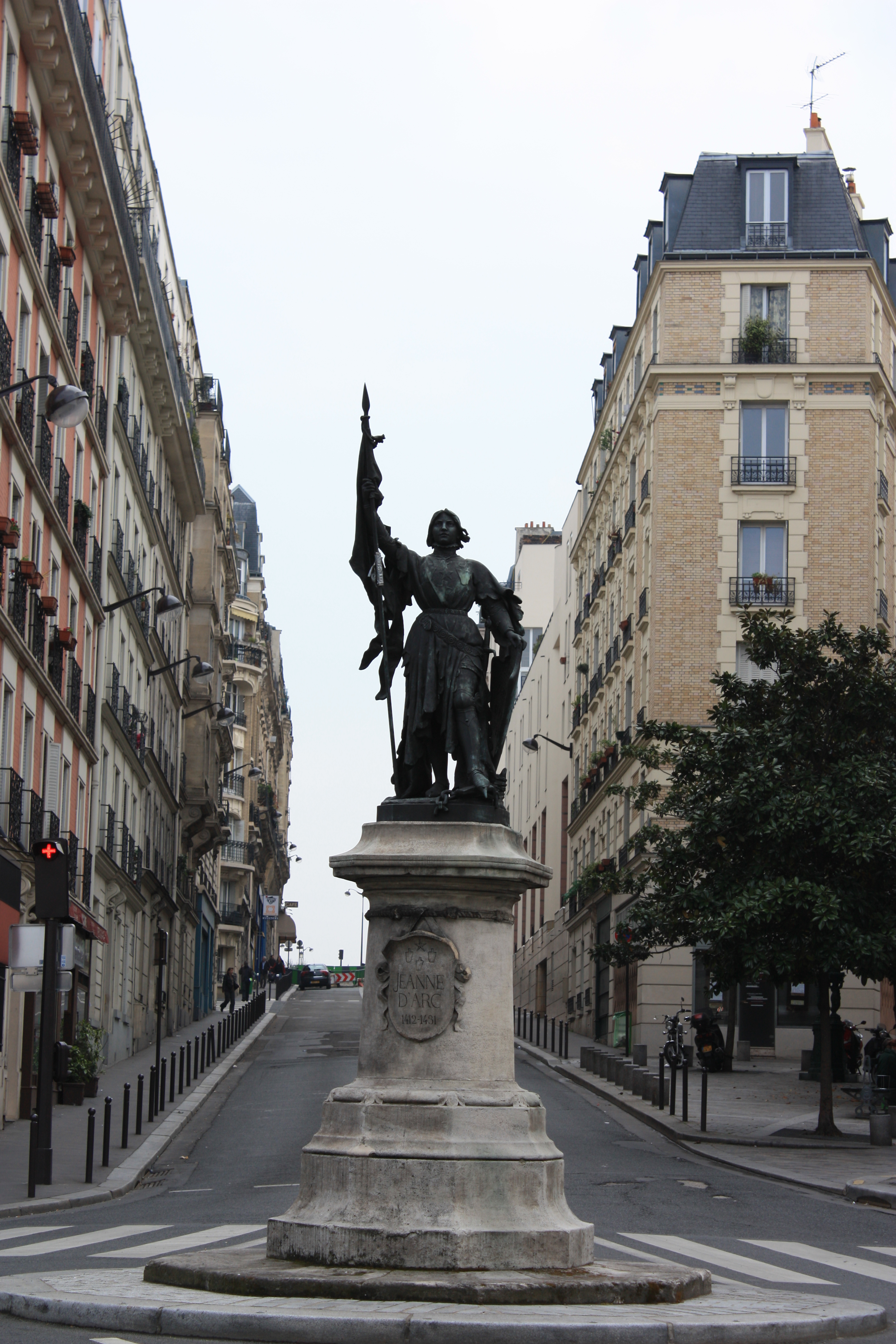
Statue de Jeanne d'Arc.
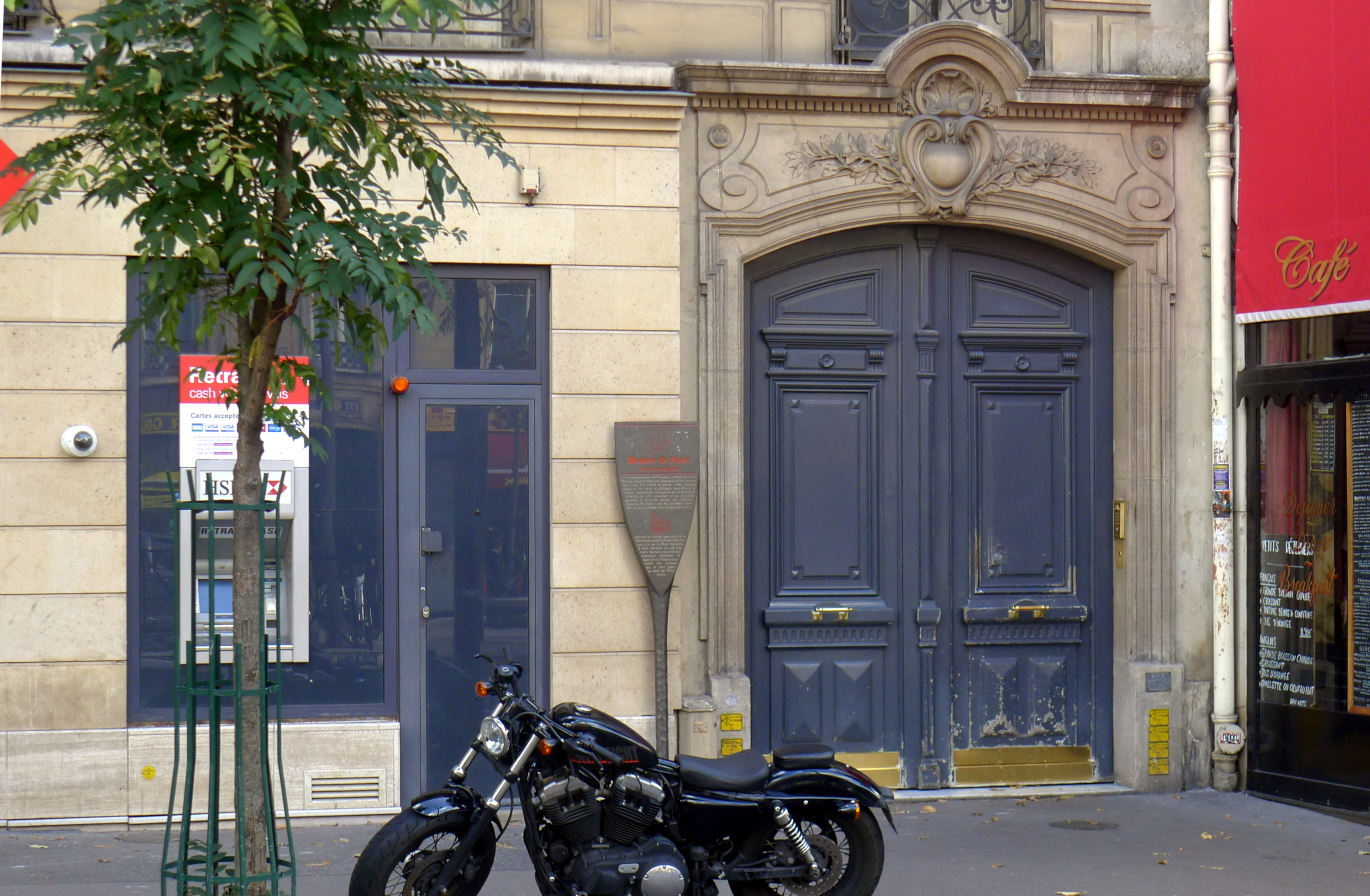
N°79-83 : borne de la ville de Paris rappelant l'existence de la collégiale Saint-Marcel.
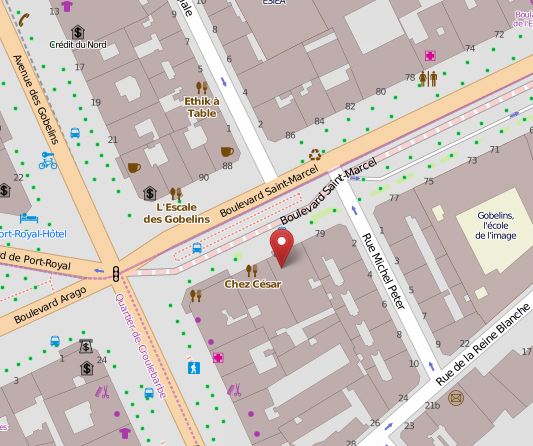
Emplacement actuel de la collégiale Saint-Marcel aujourd'hui disparue.